# Anne Douglas, grevinna av Morton
Anne Douglas, grevinna av Morton, ofta kallad Lady Morton, född Villiers 1610, död 1654, var en engelsk hovfunktionär. Hon var guvernant till Henrietta av England och hyllades som hjältinna av den rojalistiska sidan under det engelska inbördeskriget. 
Anne Douglas fick ansvaret för prinsessan Henrietta 1646, mitt under inbördeskriget, när drottningen tvingades lämna landet. Hon flydde undan parlamentets trupper och klädde ut sig till en medlem av bondebefolkningen - enligt vissa uppgifter en manlig sådan - för att kunna lämna landet. Hon var nära att tillfångatas, men lyckades ta sig till Frankrike och där överlämna Henrietta till hennes mor vid franska hovet. Hon vägrade konvertera till katolicismen, men stannade i Frankrike som guvernant till Henrietta. 
Första halvan av det samtida dramat Cicilia and Clorinda av Thomas Killigrew dedikerades till henne. 